# Apetina
Apetina (connue aussi sous les noms de Pïlëuwimë ou Puleowime) est une commune du Suriname, située dans le district du Sipaliwini.
La montagne Tebu avec une altitude de 347 m, près de la rivière Tapanahoni, et la cascade Man Gandafutu se distinguent. La population d'Apetina est principalement composée d'Indiens Wayana.

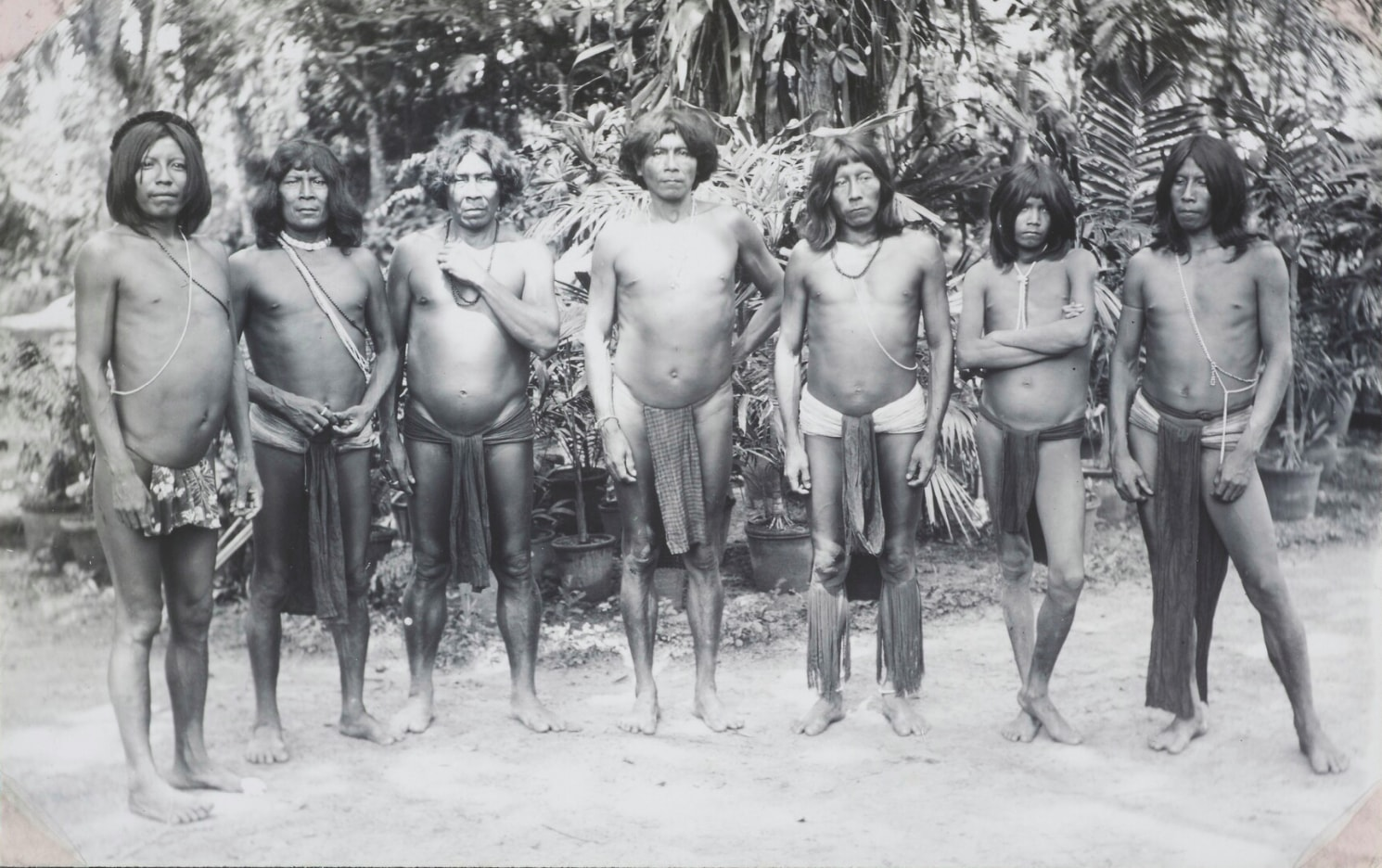
Capitaine Apetina Curiel avec compagnie (1937)